# Ibagué
Ibagué és la capital del departament de Tolima, al centre Colòmbia. Està situada a la Serralada Central dels Andes, a prop del Nevado del Tolima. Es troba a 1.285 metres sobre el nivell del mar, i té una temperatura mitjana de 22 °C. Fou fundada el 14 d'octubre de 1550 pel capità castellà Andrés López de Galarza, sent així una de les ciutats més antigues d'Amèrica. És coneguda com a la «Ciutat colombiana de la Música». Segons el cens de 2005, Ibagué té 495.246 habitants.